# تاريخ إنتر ميلان

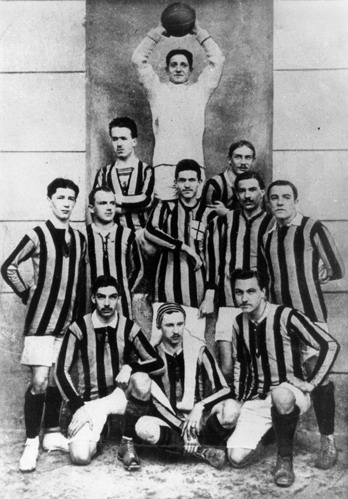
الفريق الفائز بأول دوري إيطالي سنة 1910.

تاريخ إنتر ميلان لكرة القدم الذي تأسس نادي إنتر ميلان في ليلة 9 مارس 1908 بمطعم كان آنذاك ملتقى نخبة المدينة من المثقفين والفنانين بمدينة ميلانو، وذلك عندما رفضت العديد من الأندية الإيطالية مشاركة اللاعبين الأجانب في مباريات الدوري، ووافق الاتحاد الإيطالي لكرة القدم على هذا،  الأمر الذي جعل أقوى الأندية آنذاك (إيه سي ميلان وتورينو وجنوة)، تُقدم على مقاطعة الدوري، إلا أن جماعة من إدارة الميلان كانت موافقة على قرار الاتحاد، فانشقت عن نادي ميلان لكرة القدم والكريكيت أربعة من لاعبيه،  الذين أبدوا حزنهم لعنصرية الإيطالين في فريق أي سي ميلان حين ذاك وبالتالي قرروا الانفصال.
فتجمع عدداً من اللاعين أغلبهم من غير الإيطاليين،  وكوّنوا نادي إنترناسيونالي (لم تضف كلمة ميلانو إلا في 1967). وكانت الكنية الأصلية للفريق في ميلانو "La Beneamata" أي المحبوب. وكان من بين مؤسسي النادي وسكرتيره بعد ذلك الفنان والرسام جيورجيو موجياني الذي استوحى من تلك الليلة ألوان النادي وشعار الفريق. الأحرف الأولى "FCIM" مضفرة بدائرتين ذهبيتين، واللون الأسود والأزرق المستوحاة من ألوان الليل والسماء. ولأن النادي اسمه مشتق من رغبة أعضاؤه المؤسسين في قبول اللاعبين الأجانب مع الإيطاليين، فقد كان أول قائد للنادي هو السويسري هيرنست مانكتل.
وكان أول رئيس للنادي هو جيوفاني باراميتيوتي، وأول قائد هوالسويسري هيرنست مانكتل، بينما أول مدرب كان فيرجيليو فوساتي.وفي ثاني مواسم الفريق في الدوري تمكن الإنتر من ربح أول بطولة في الدوري له في عام 1910 بقيادة الكابتن فيرجيليو فوساتي ولكن لسوء الحظ مات القائد فيرجيليو فوساتي في الحرب العالمية الأولى في الجبهة الشرقية.وبعد هذه الحادثة فاز الإنتر باللقب الثاني له بعد عشر سنوات من اللقب الأول سنة 1920.

## البدايات (1922–1954)

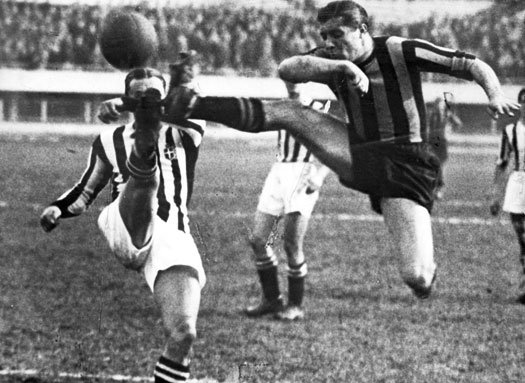
القائد جوزيبي مياتسا ضمن إحدى مباريات ديربي إيطاليا.

بعدما فاز الإنتر بلقبه الأول في بطولة الدوري الإيطالي، تلى ذلك الموسم مواسم مخيبة للآمال. ومع اندلاع الحرب العالمية الأولى توقفت منافسات كرة القدم، ثم ما لبت أن عادت للحياة في عام 1920 بعد انتهاء الحرب، وفاز بلقب الدوري الإيطالي للمرة الثانية. ومع بداية الفاشية في إيطاليا، وفي عام 1928 أُجبِرَ نادي الإنتر إلى تغيير اسمه إلى أمبروزيانا إنتر (بالإيطالية: Ambrosiana Inter)‏ بعد دمجه مع نادي الاتحاد الرياضي بميلانو (بالإيطالية: Milanese Unione Sportiva)‏،  خوفاً من نظام بينيتو موسوليني المتشدد والمتسمك بالعنصرية الإيطالية.
ورغم هذا القرار تمكن النادي المدمج من كسب بطولة ثالثة في الدوري الإيطالي الجديد في عام 1930 ساهم فيها جوسيبي مياتزا بشكل كبير بعدما سجل 31 هدفا حاصدآً جائزة الهداف (كابوكانونييري). وبعد ذلك تمكن الإنتر مرة رابعة من تحقيق البطولة عام 1938. ومن ثم حصد أول كأس إيطاليا في عام 1940 بعدما فاز على نادي نوفارا في المباراة النهائية. وفي نفس العام حقق الانتر البطولة الخامسة. ومن عام 1942 تم إعادة اسم الإنتر إلى ماهو عليه الآن. بعد الحرب العالمية الثانية ربح الانتر البطولة السادسة عام 1953 والسابعة في عام 1954 وبعد تلك البطولات دخل الانتر أفضل السنوات في تاريخه المعروفة بعصره "La Grande Inter" «الإنتر العظيم».

## العصر الذهبي (1954–1968)

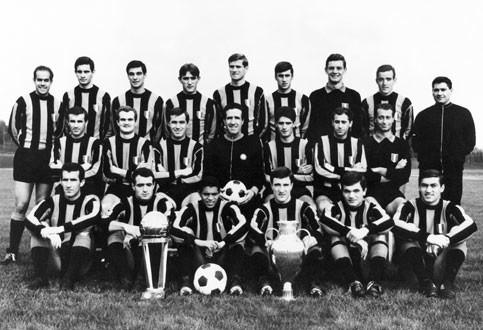
فريق العصر الذهبي 1964-1965

تعتبر فترة الستينات والسبعينات هي أفضل الفترات في تاريخ الإنتر حيث أطلق على الفريق بذاك الوقت بالـ «القراندي إنتر» (بالإيطالية: Grande Inter)‏ والتي تعني الإنتر الكبير. إذ حقق فيها العديد من البطولات بقيادة رئيس النادي الإيطالي أنجلو موراتي الذي أحضر المدرب الأرجنتيني هيلينيو هيريرا من نادي برشلونة،  مع استقدام كوكبة رائعة من اللاعبين أمثال الإيطاليين فاكيتي وماتسولا والإسباني لويس سواريز. تبنى الأرجنتيني هيلينيو هيريرا خطة الكاتيناتشو مع تعديل بسيط، حيث لعب بخطة 5-3-2 بوجود قلبي دفاع وخلفهم ليبرو، والذي تقتضي مهتمه التعامل مع أي مهاجم ينجح في تخطي قلبي الدفاع، كما أن له دور في توزيع الكرة بعد الاستحواذ عليها، وبداية الهجمات المضادة.
بهذه الخطة الجديدة، استطاع فريق الإنتر أن ينهي في الموسم الأول مع المدرب في المركز الثالث، وفي الموسم الذي تلاه أصبح وصيفاً، وفي الموسم الذي تلاه وهو موسم 1962-63 استطاع الفوز باللقب بعد صيام دام 9 سنوات. وقد حقق النادي في تلك الفترة 3 بطولات للدوري الإيطالي أعوام 1963 و1965 و1966، والأخير هو الدوري الإيطالي العاشر الذي سمح للنادي بارتداء نجمة ذهبية واحدة على قمصانهم.
تلت تلك الانتصارات المحلية، انتصارات أوروبية حيث استطاع الإنتر الفوز بـدوري أبطال أوروبا بمسماها القديم لموسمين متتالين، ففي موسم 1963-64 حصد اللقب بعدما فاز على ريال مدريد بقيادة مهاجمه الخطير ألفريدو دي ستيفانو بنتيجة 3-1 بعدما سجل ماتسولا هدفي الفوز،  وفاز باللقب الثاني في موسم 1964-65 بعدما فاز في المباراة النهائية بينتحة 1-0 على نادي بنفيكا بقيادة أوزيبيو. الفوز بلقبي دوري أبطال أوروبا سمح للإنتر بلعب منافسات كأس الإنتركونتيننتال مرتين، كلا القائين كان أمام نادي إنديبندينتي الآرجنتيني، وانتهوا بفوز الإنتر.
بعدها حاول أنجلو موراتي -والد ماسيمو موراتي- إحضار المزيد من اللاعبين المميزين أمثال أوزيبيو وبيليه ولكنه قوبل بالسياسات الاستبدادية فلم يقبل في البرازيل ومنع في البرتغال، ولهذا توقف العصر الذهبي الأول في سنة 1967 بعد الوصول من جديد إلى النهائي دوري أبطال أوروبا، وخسر أمام سلتيك بهدف نظيف،  بعدما تم إيقاف ماتسولا، وبعدما أصيب لويس سواريز وغاب عن المباراة النهائية.

## فترة ما بعد هيلينيو هيريرا (1968–1990)

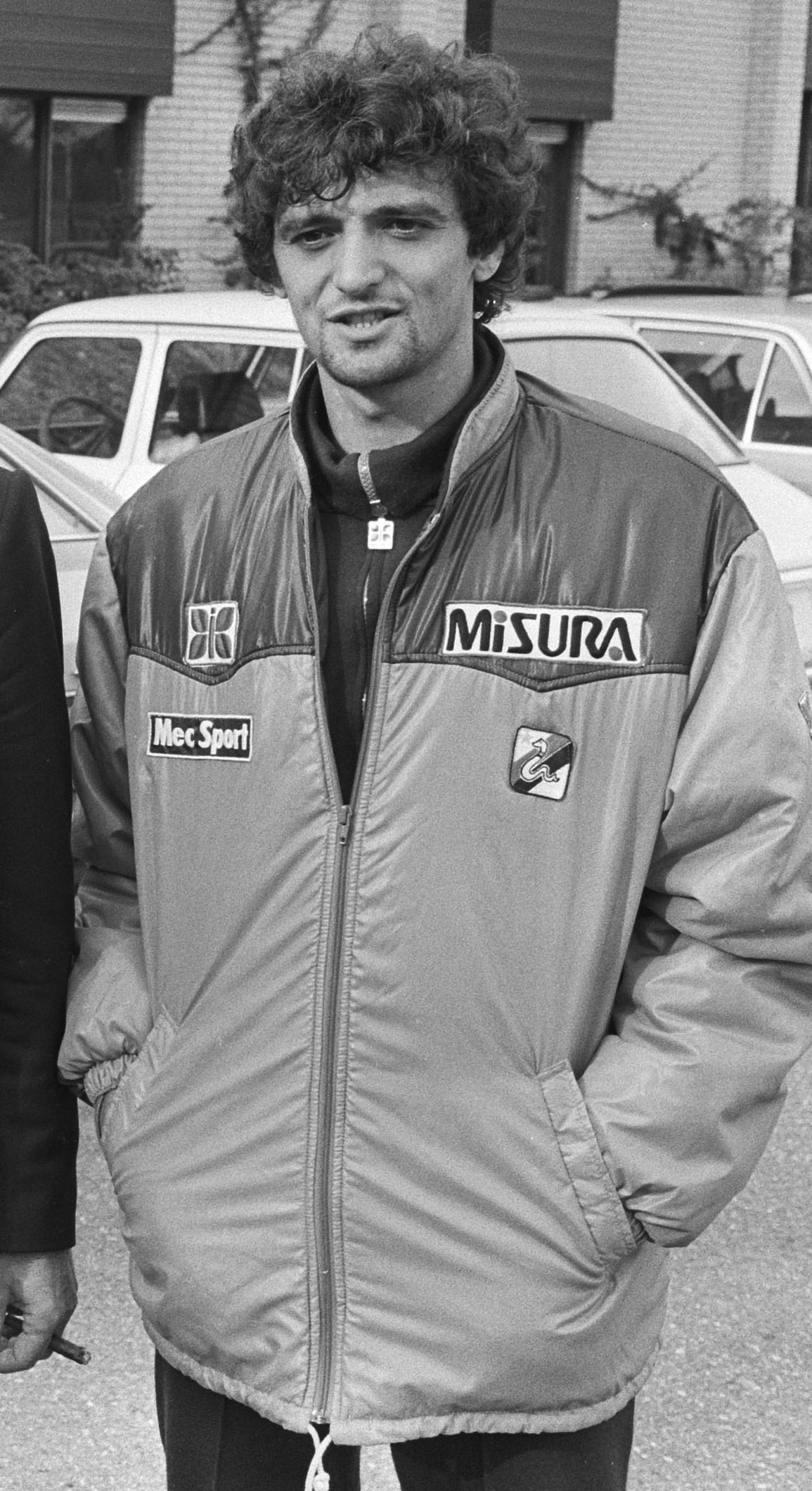
أليساندرو ألتوبيلي نجم الإنتر في الثمانينات.

رحل هيلينيو هيريرا عن الإنتر، بعدما حقق 7 بطولات مع الفريق الأزرق، ويخلفه المدرب ذو النزعة الهجومية أليفريدو فوني، ليمر الفريق خلال هذه الفترة من 1968 إلى 1990 بفترة هدوء على مستوى البطولات المحلية، وفترة جفاف على صعيد البطولات الأوروبية.
في 1970 تم تعيين المدرب جيوفاني إنفرنزي،  الذي استطاع الفور بلقب الدوري الإيطالي للمرة الحادية عشر في تاريخه في موسم 1970-71.

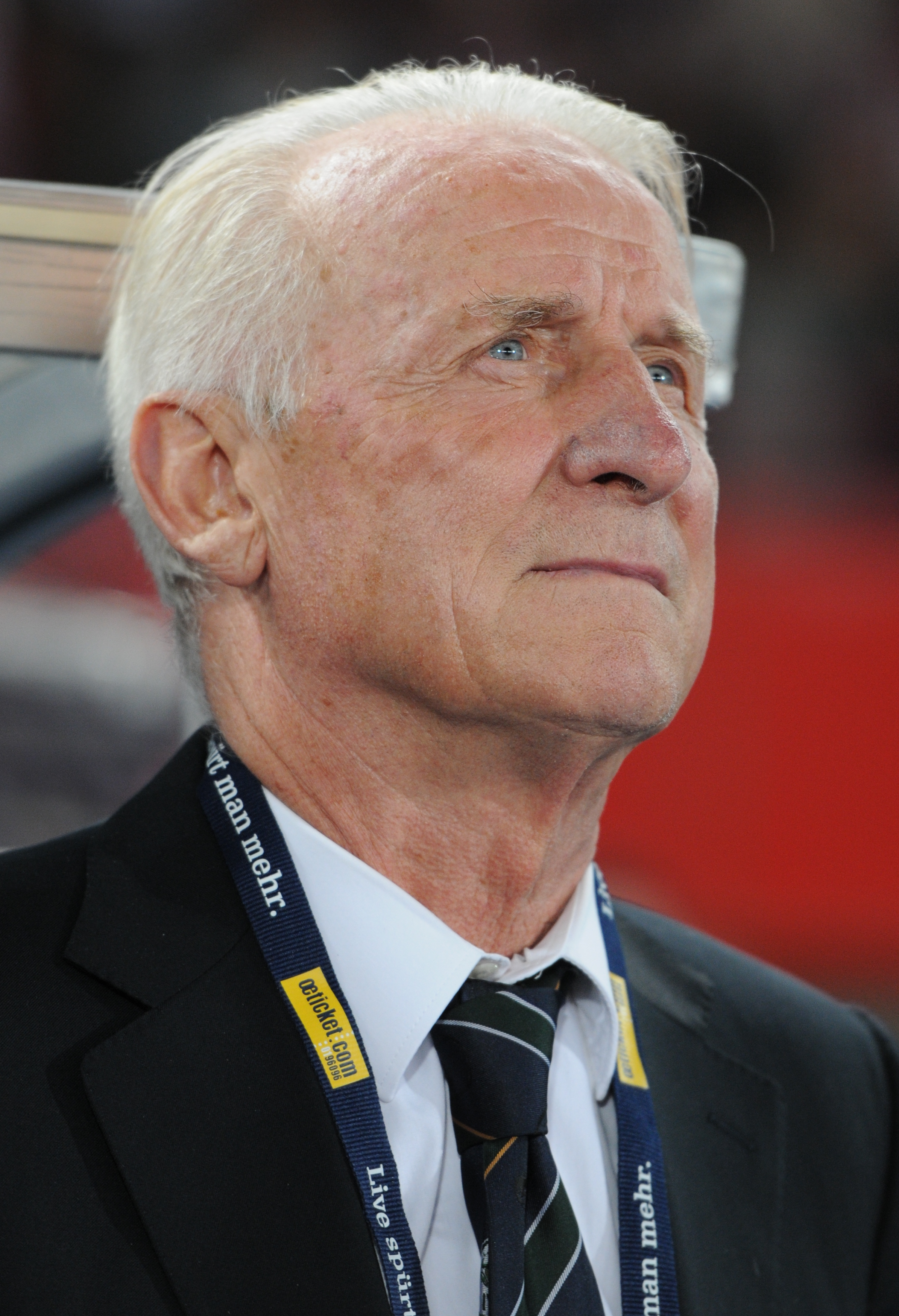
جوفاني تراباتوني، مدرب الفريق في موسم 1988-89.

مرت الأعوام الستة التي تلت الفوز باللقب سريعاً وبعيداً عن الألقاب، لم يحقق الفريق أي بطولة كبيرة وأصابت الجماهير خيبة أمل طويلة خاصة بعد خسارة فريقها لبطولة دوري أبطال أوروبا أمام نادي أياكس أمستردام في 1972, إلى أن جاء موسم 1977-78, عندما فاز الإنتر بلقب كأس إيطاليا للمرة الثانية في تاريخه بعدما فاز على نادي نابولي بنتيجة 2-1 في مباراة سجل فيها كل من غرازيانو بيني وأليساندرو ألتوبيلي.
وفي موسم 1979-80 استطاع الفريق بقيادة هدافه أليساندرو ألتوبيلي صاحب 15 هدفاً وبوجود مجموعة من اللاعبين المميزين مثل غابرييلي أوريالي وجوزيبي بيرغومي وإيفانو بوردون وريكاردو فيري، بالفوز بلقب الدوري الإيطالي للمرة الثانية عشر في تاريخه. وفي الموسم الذي تلاه، استمر النجاح المحلي بعدما احرز الفريق اللقب الثالث له في بطولة كأس إيطاليا بعدما تغلب على نادي تورينو بنتيجة 2-1 بمجموع المبارتين،  وبتوقيع كل من ألدو سيرينا وأليساندرو ألتوبيلي.
ومن ثم مر الإنتر بفترة عجاف جديدة، لم يستطع خلالها الفريق إضافة أي لقب في خزانته، لكن التعاقدات الجديدة مثل أندرياس بريمه ولوثار ماثيوس ورامون دياز وبوبجود والتر زينغا وجوزيبي باريزي وبقيادة الإيطالي جوزيبي بيرغومي، وضعت حداً لتلك الفترة، في عام موسم 1988-89 عندما فاز بالبطولة الثالثة عشر في الدوري الإيطالي بقيادة مدربه المحنك جوفاني تراباتوني وبقيادة هدافه ألدو سيرينا صاحب 22 هدفاً. ثم استطاع الفريق الفوز بإول لقب له في بطولة كأس السوبر الإيطالي عندما تغلب على بطل كأس إيطاليا آنذاك نادي سامبدوريا بنتيجة 2-0.

## فترة الجفاف (1990–2004)
كانت فترة التسعينات من القرن الماضي فترة جفاف وانحسار في تاريخ النادي، حيث اكتفى الإنتر في أغلب مشاركاته بالمراكز المتوسطة في الدوري الإيطالي،  وظل يشاهد الصراع الكبير الحاصل بين غريميه إيه سي ميلان ويوفنتوس على المستوي المحلي والأوروبي. ففي موسم 1993-94 انهى الإنتر الدوري بفارق نقطة وحيدة عن مراكز الهبوط للدرجة الثانية. لكن وعلى الرغم من تلك النتائج المتواضعة، استطاع الإنتر الفوز بلقب كأس الاتحاد الأوروبي لثلاث مرات أعوام 1991 ضد نادي روما  و1994 أمام نادي زلازبورج النمساوي  و1998 ضد نادي لاتسيو. وهذه البطولات لم تكن كافية لرد الجميل ولو جزء بسيط، منما تم دفعه من قبل رئيس النادي وقتها ماسيمو موراتي ابن أنجلو موراتي رئيس النادي في الفترة الذهبية، حيث أصيب بخيبة أمل كبيرة بعد أن صرف قرابة 500 مليون دولار في فترة رئاسته لجلب كل ماهو مميز للفريق.إضافة إلى معاناته المستمرة مع التحكيم الذي حرمه من بطولتين إيطالتين حسب رأي جماهير الإنتر.

ماسيمو موراتي أصبح رئيساً للنادي في عام 1995.

فبعد استيلاء ماسيمو موراتي لرئاسة النادي من ارنستو بيليجريني في عام 1995، قام الإنتر بعقد العديد من الصفقات المدوية، بعدما أتى بالمدرب القدير بوبي روبسون،  وتعاقد مع رونالدو وكريستيان فييري وإيفان زامورانو،  فاستطاع الانتر كسر رقم القياسي لأعلى انتقال للاعبين في تلك الفترة، لمرتين بعدما انتقل كل من رونالدو من نادي برشلونة في صيف 1997 بمبلغ 19.5 مليون يورو، وكريستيان فييري من نادي لاتسيو في صيف عام 1999 بمبلغ 31 مليون يورو.
وعلى الرغم من تلك التعاقدات تعاقد الإنتر أيضاً مع ألفارو ريكوبا، رغم هذا لم يستطع الإنتر تلبية طموح مشجعيه والفوز بلقب الدوري الإيطالي،  مما أدى إلى توتر ساد العلاقة بين رئيس النادي ماسيمو موراتي وأنصار الفريق. هذه التوتر أصبح جلياً عندما أقال ماسيمو موراتي المدرب المحبوب من قبل الجماهير لويجي سيموني بعدما قاد الفريق في بضع مباريات،  وعلى الرغم من فوزه بلقب مدرب العام في مسابقة الدوري الإيطالي. وفي موسم موسم 1998-99 فشل إنتر في التأهل لأي منافسة أوروبية للمرة الأولى منذ نحو 10 أعوام على الرغم من تعاقدهم مع النجم روبيرتو باجيو،  واكتفى بالمركز الثامن في مسابقة الدوري الإيطالي.

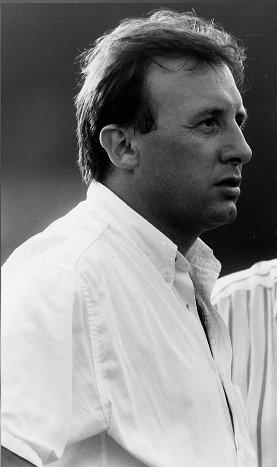
ألبيرتو زاكيروني الرجل المسؤول عن حرمان الإنتر من لقب الدوري الإيطالي 2001-02 بعدما فاز فريقه آنذاك نادي لاتسيو على الإنتر بنتيجة 4-2 في الجولة الأخيرة من الدوري.

في موسم 1999-2000 قام ماسيمو موراتي ببعض التغييرات الرئيسية في الفريق، فقام بتعيين مدرب يوفنتوس السابق مارتشيلو ليبي مدرباً للفريق،  وتعاقد مع بعض الاعبين المميزين على صعيد الكرة الفرنسية والإيطالية، مثل الإيطالي انجيلو بيروتزي والفرنسي لوران بلان لكي يلعبوا جنباً إلى جنب مع غيرهم من الاعبين أمثال كريستيان فييري وفلاديمير يوجوفيتش. وتنباً العديد بفوزهم هذه المرة باللقب الأوروبي، لكن مرة أخرى، خرج الإنتر خالي الوفاض من البطولة،  بل فشلوا مرة أخرى في الفوز بلقب الدوري الإيطالي.
وفي الموسم الذي تلاه وهو موسم موسم 2000-01 تعرض الأنتر لنكسة أخرى، فبعدما كانوا متقدمين في النتيجة على نادي لاتسيو في نهائي كأس السوبر الإيطالي بهدفين من توقيع اللاعبين الجدد الذي تعاقد معهم في الصيف، وهم روبي كين وهاكان شوكور،  لم يستطع لاعبوا الإنتر المحافظة على التقدم وخسروا 4-3. أراد الإنتر أن يبدأ بداية طيبة بعد تلك البداية السيئة، لكته تعرض لإحراج آخر عندما خرج من المنافسة الأوروبية من نادي هلسينغبورغ السويدي،  بعدما أعطيت الفرصة لألفارو ريكوبا لمعادلة النتيحة من ركلة جزاء في الدقيقة الأخيرة، إلا أن حارس سفين أندرسون أبعد الكرة، ليجد لاعبو الإنتر أنفسهم مجدداً خارج المنافسة الأوروبية. طوال هذه الفترة، عانى إنتر من سخرية جيرانهم إيه سي ميلان؛ الناجح على الصعيدين المحلي وأوروبا. فخسر الإنتر ديربي ميلانو بنتيجة قوامها 6-0 في منافسات الدوري الإيطالي لموسم 2000-01. ثم تم تعيين ماركو تارديلي خلفاً لمارتشيلو ليبي، لكنه فشل في تحسين النتائج، وأنهى الإنتر موسمه محتلاِ المركز الخامس في سلم الترتيب.

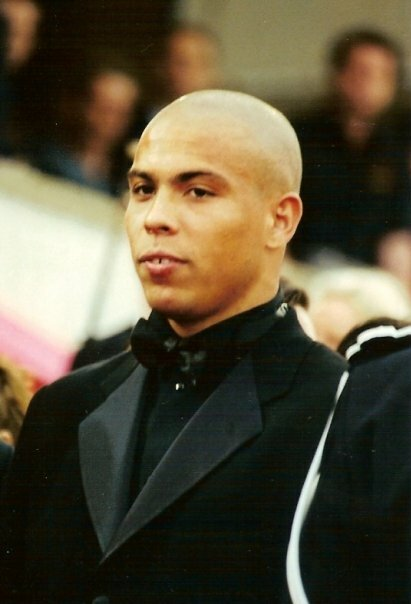
رونالدو انتقل من نادي برشلونة في صيف 1997 بمبلغ قياسي بلغ 19.5 مليون يورو.

في موسم 2001-02، شارك الإنتر ببطولة كأس الاتحاد الأوروبي لكنه خرج في الدور الربع النهائي. وكانوا أيضاً على بعد 45 دقيقة فقط بعيداً من الفوز بلقب الدوري الإيطالي، ففي مباراته الأخيرة في الدوري، واجهة الإنتر نادي لاتسيو في الاستاد الأولمبي في العاصمة روما، وكان يحتاج للتعادل ليضمن اللقب،  فعلى الرغم من تقدم الإنتر بهدف مبكر في الدقيقة 12 بتوقيع كريستيان فييري وفي الدقيقة 24 أصبحت النتيجة 2-1 للإنتر، لكن لاتسيو سجل هدف التعادل في الوقت الضائع من الشوط ثم سجل هدفين في الشوط الثاني، ليفوز لاتسيو بنتيجة عريضة قوامها 4-2 بتوقيع كل من سيموني إنزاغي ودييغو سيميوني وكارل بوبورسكي،  حارماً الإنتر من التتويج بلقب البطولة، ويُتوَّج يوفنتوس بطلاً بعد فوزه 2-0 على مضيفه نادي أودينيزي، ونادي روما وصيفاً له، بينما احتل الإنتر المركز الثالث. حاول الإنتر مجدداً الفوز بلقب الدوري في موسم 2002-03 بعدما تعاقد مع هيرنان كريسبو خلفاً لرونالدو الذي رحل لنادي ريال مدريد،  لكنه انهى الدوري بالمركز الثاني بعد البطل يوفنتوس. وفي مسيرته الأوروبية اصطدم الإنتر بغريمه إي سي ميلان في الدور نصف النهائي من بطولة دوري أبطال أوروبا،  حيث خرج بعدها بقانون أهداف خارج الديار بعد تعادلهما 1-1 في مجموع المبارتين.
مرة أخرى، تملك عدم الصبر مالك النادي ماسيمو موراتي، ففي بداية موسم 2003-04 قام ببيع هيرنان كريسبو بعد موسم واحد من شراءه، وطرد المدرب هيكتور كوبر بعد فترة وجيزة قضاها مع الفريق،  ويتعاقد مع البديل وهو ألبيرتو زاكيروني المسؤول عن ضياع اللقب في موسم 2001-02 بعدما خسر الإنتر 4-2 أمام نادي لاتسيو. لم يضف ألبيرتو زاكيروني أي جديد للفريق، بصرف النظر عن فوزه على يوفنتوس ذهاباً في تورينو بنتيجة 3-1، وفي ميلان[ ؟ ] إياباً بنتيجة 3-2 غير ذلك لم يقدم أي شيء،  فقد خرج الإنتر بشكل مخزي من بطولة دوري أبطال أوروبا بعدما حل ثالثاً في مجموعته. ولولا تعزيزات الفريق التي حدثت في يناير 2004 بالتعاقد مع ديان ستانكوفيتش وأدريانو،  بعد بيع كل من هيرنان كريسبو وكلارنس سيدورف،  لما استطاع الإنتر أن يتأهل لتصفيات دوري أبطال أوروبا، بعدما أنهى الموسم بالمركز الرابع وبفارق نقطة فقط عن نادي بارما صاحب المركز الخامس.

## العودة من جديد (2004–2010)

### البداية (2004-2008)

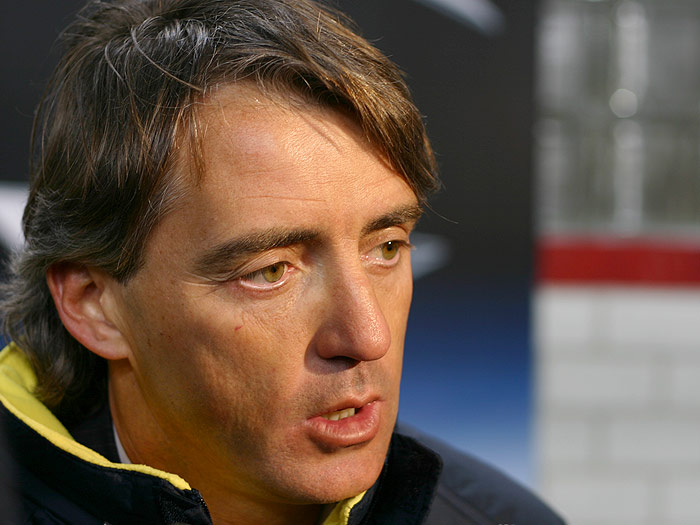
الإيطالي روبيرتو مانشيني درب الإنتر في الفترة (2004-2008)، وهو ثالث أنجح مدرب في تاريخ النادي.

وسط هذه الضغوطات من قبل الجماهير، تخلى ماسيمو موراتي عن الرئاسة عام 2004 لصالح أسطورة النادي جاشينتو فاكيتي والذي بدوره أعلن في 1 يوليو 2004 عن توكيل مهمة التدريب للمدرب الشاب لنادي لاتسيو الإيطالي روبيرتو مانشيني. في أول موسم له حصد النادي بقيادة مانشيني 72 نقطة جراء الفوز بـ 18 مباراة، وتعادل بـ 18 وخسر مرتتين فقط. محتلاِ المركز الثالث في الترتيب العام خلف نادي يوفنتوس وأي سي ميلان. أما في مسابقة دوري أبطال أوروبا فقد خرج الإنتر من الدور نصف النهائي من قبل عدوه اللدود نادي إيه سي ميلان بعدما خسر مباراة الذهاب 2-0، ومن ثم انسحب من مباراة الإياب لتنتهي النتيحة 3-0 لمصلحة الفريق اللومباردي. وفي 15 يونيو 2005 عوض مانشيني فقدانه للقب الدوري بفوزه بلقب كأس إيطاليا بعدما فاز على نادي روما بـنتيجة (3-0)، وأتبعه بـكأس السوبر الإيطالي بعدما فاز على نادي يوفنتوس بطل الدوري قبل أن يتم سحبه منه، بنتيجة 1-0. وكان هذا اللقب هو الثاني للإنتر في كأس السوبر للنادي بعد نسخة عام 1989.
في موسم 2005–06 احتل الإنتر المركز الثالث إيضاً، لكنه توج باللقب بعد غياب طويل دام 17 سنة من الفشل، بعدما منحت المحكمة الرياضية بطولة الدوري الإيطالي لموسم 2005-06 لنادي إنتر ميلان،  إثر فضيحة التلاعب والتي تعرف باسم فضيحة الكالتشيوبولي، والتي شملت ناديي يوفنتوس وميلان[ ؟ ] الأول والثاني وغيرهم في موسم 2006. وبذلك عادت نغمة الانتصارات والأفراح لجماهير النيراتزوري. أيضاً عاود نادي إنتر ميلان المحافظة على لقب كأس إيطاليا مجددا بعدما تغلب على نفس المنافس وهو نادي روما بنتيجة (4-1). أما على الصعيد الأوروبي، فقد خرج الإنتر من دور الستة عشر من بطولة دوري أبطال أوروبا من قبل نادي فياريال بقانون أهداف خارج الديار بعد تعادلهما 2-2 في مجموع المبارتين.

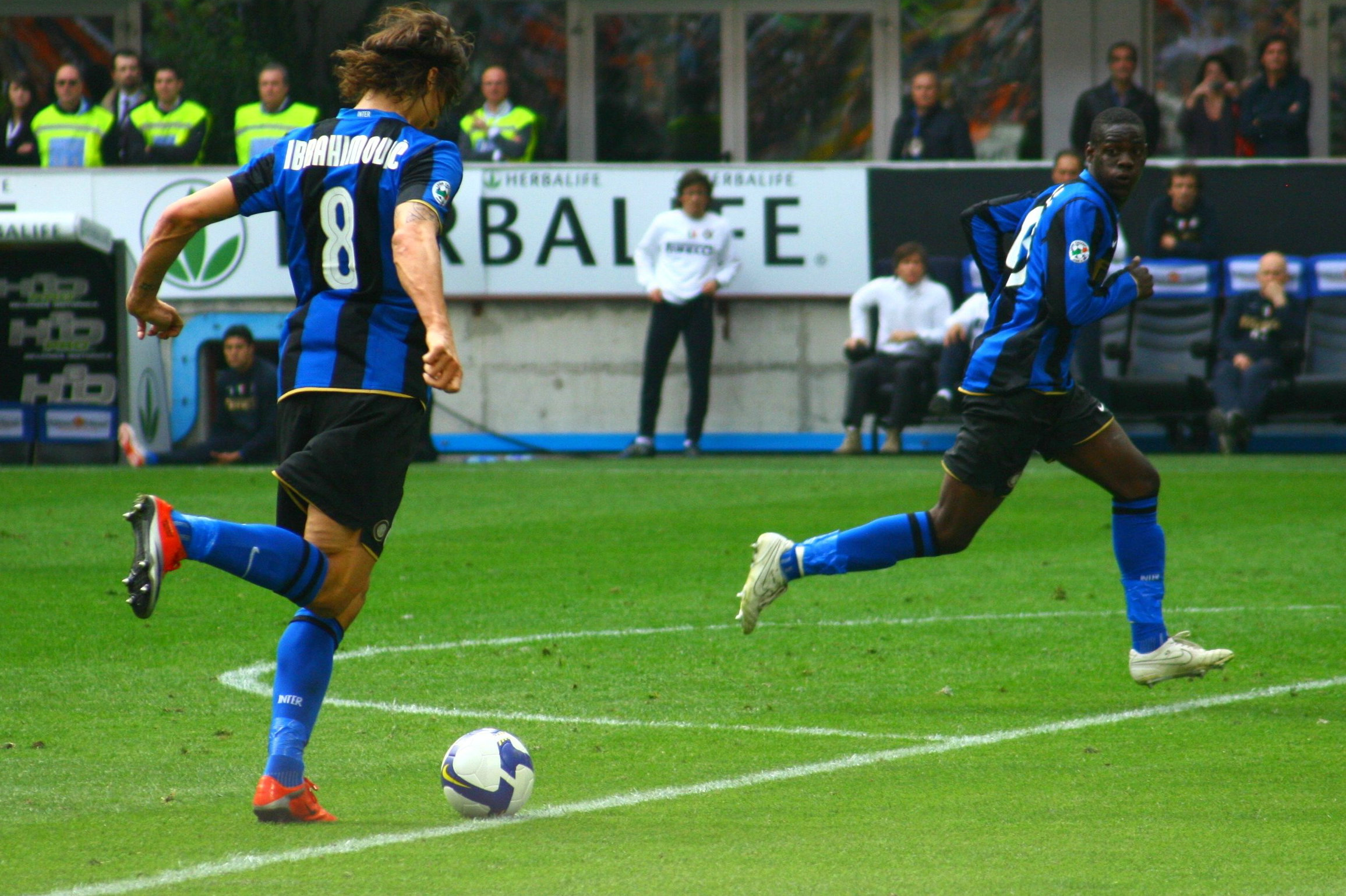
زلاتان إبراهيموفيتش وماريو بالوتيلي في مباراة ضد نادي باليرمو.

إدارة الرئيس جاشينتو فاكيتي لم تكتف باللقب الممنوح للإنتر، بل علمت جاهدة لاستقطاب أبرز النجوم العالمية والصاعدة فأحضرت كل من ماكسويل من أياكس أمستردام الهولندي،  ومايكون من نادي موناكو الفرنسي،  وكريسبو من نادي تشيلسي الأنجليزي،  وضم من نادي يوفنتوس كل من الفرنسي باتريك فييرا ونجم الفريق السويدي زلاتان إبراهيموفيتش. وبينت هذه الأسماء عن جودتها في مباراة نهائي كأس السوبر الإيطالي أمام نادي روما بعد أن كانو متخلفين بثلاثية، فسجل كل من هيرنان كريسبو وباتريك فييرا وفيغو الرباعية بعد التمديد ليحصلوا على لقب السوبر الإيطالي الثالث لهم. بعدها توفي رئيس النادي فاكيتي صيف 2006. وعلى إثر وفاة أسطورة النادي، عاد موراتي مرة أخرى لرئاسة النادي على أمل أن يكون وجه خير هذه المرة.

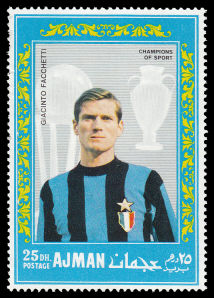
طابع على صورة أسطورة الإنتر جاشينتو فاكيتي الدذي توفي في 2006.

خلال موسم 2006–07، بدأت حقبة جميلة لنادي إنتر ميلان بعد حصولهم على لقب الدوري المجرد من النادي العجوز بموسم التلاعبات والمحاكم، فسجل النادي أرقاما قياسية في هذا الموسم بتسجيله 17 فوزا متتالي، بدأها من 25 سبتمبر 2006 بعد فوزه في ملعبه على نادي ليفورنو، وانتهت تلك الفترة بمباراة أودينيزي بالتعادل بـ (1-1) يوم 28 فبراير 2007. ويعد هذا إنجازا كبيراً، فهو في المركز الثاني أكثر بعد بايرن ميونيخ الألماني بـ19 فوز متتالي. ويعتبر الأفضل بعد 29 انتصارا لنادي بنفيكا البرتغالي وسلتيك الأسكتلندي (25 انتصارا) وآيندهوفن الهولندي (22 انتصارا). لم ينتهي الموسم عند هذا الرقم، بل استطاع الإنتر الفوز بلقب الدوري الإيطالي للموسم الثاني على التوالي، وللمرة الأولى منذ سنة 1989، بعد فوزه على ملعب ملعب أرتيميو فرانتشي الخاص بنادي سيينا بنتيجة (2-1) من توقيع الإيطالي العملاق ماركو ماتيراتسي،  محققاً لقبه الخامس عشر في الدوري الإيطالي قبل نهاية الدوري بـ 5 مباريات، بعد أن حقق 26 فوز و6 تعادلات وهزيمة واحدة من 33 مباراة. وأصبح روبيرتو مانشيني المدرب الثالث في تاريخ النادي الذي يفوز بلقب الدوري مرتين متتاليين بعد ألفريدو فوني 1953/1952 و1954/1953، وهيلينيو هيريرا 1965/1964 و1966/1965. لم يكتفي الإنتر بهذا، بل استطاع الوصول إلى نهائي كأس إيطاليا، لكنه خسر فرصة تحقيق الثنائية بعدما أخذ نادي روما بثأرة وهزم الإنتر بنتيجة 7-4 في مجموع المبارتين. لم يكن حظ الإنتر في دوري أبطال أوروبا أفضل من حظه في كأس إيطاليا، فخرج مرة أخرى من دور الستة عشر من قبل نادي فالنسيا بقانون أهداف خارج الديار بعد تعادلهما 2-2 في مجموع المبارتين. لم يستطع الإنتر تعويض إخفاقه في كأس إيطاليا وخسر مرة أخرى لقب كأس السوبر الإيطالي لصالح نادي روما بعدما هُزِمَ بنتيجة 1-0.
في موسم 2007–08 استمرت المنافسة بين الإنتر ونادي روما، مستغليين هبوط يوفنتوس للدرجة الثانية وهبوط مستوى إيه سي ميلان، فاستطاع الإنتر تحقيق لقب الدوري الإيطالي للمرة السادسة في تاريخه، بصعوبة وبفارق 3 نقاط فقط عن الوصيف نادي روما. لكن نادي روما لم يقف مكتوف الأيدي، بل استطاع التغلب على الإنتر في نهائي كأس إيطاليا بنتيجة 2-1. ومن ثم تغلب عليه وحقق لقب كأس السوبر الإيطالي بعدما فاز بهدف وحيد من ضربة جزاء. أما على الصعيد، فلا جديد يذكر، خروج آخر من دور الستة عشر لكن هذه المرة من قبل نادي ليفربول الإنجليزي، الذي هزم الإنتر ذهاباً 2-0 وإياباً 1-0. هذا الفشل الأوروبي المستمر وضع حداً لمسيرة المدرب الإيطالي روبيرتو مانشيني، لتتم إقالته من قبل إدارة النادي. بعدما حقق مع الفريق 7 بطولات خلال 4 سنوات (3 بطولات دوري، بطولتين كأس إيطاليا وبطولتين كأس السوبر الإيطالي)، مما جعله ثاني أنجح مدرب في تاريخ النادي.

### الحقبة الذهبية الثانية (2008-2010)

تشكيلة الإنتر الفائزة بلقب دوري أبطال أوروبا 2009-10.

صنفت هذه المرحلة على أنها مرحلة العصر الذهبي الجديد للإنتر من جديد بعد عصر هيريرا، ففاز الإنتر بجميع الألقاب وسميت بالثلاثية الشهيرة، بقيادة المدرب البرتغالي جوزيه مورينيو، والذي تم التعاقد معه في 2 يوليو 2008 كمدرياً للفريق خلفاً للمقال روبيرتو مانشيني،  وتم تعيين جوزيبي باريزي مساعداً له. وتم تعزيز الفريق بعدة صفقات أهمها مانسيني وسولي علي مونتاري وريكاردو كواريسما. ففي أول لقاء له مع الفريق في موسم 2008-09، استطاع مورينيو الفوز بلقب كأس السوبر الإيطالي بعدما تغلب الإنتر على نادي روما بركلات الترجيح بعد انتهاء الوقت الأصلي والإضافي بالتعادل بنتيجة 2-2. ثم استطاع مورينيو الفوز بلقب الدوري الإيطالي للمرة السابعة عشر في تاريخ النادي،  تاركاً الوصافة والمركز الثالث لنادي يوفنتوس وإيه سي ميلان. أما في بطولة كأس إيطاليا لم يستطع الإنتر التأهل للنهائي كما كان متوقعاً منه، فقد خرج من الدور نصف النهائي بعدما خسر بنتيجة 3-1 في مجموع المبارتين من قبل نادي سامبدوريا. لم يتغير الحال كثيراً على الصعيد الأوروبي، فخرج الإنتر كالعادة من دور الستة عشر بعدما خسر من مانشستر يونايتد بنتيجة 2-0 في مجموع المباريتين.
في موسم 2009-10، عزم الإنتر هذه المرة على تحقيق لقب دوري أبطال أوروبا الذي غاب عنه لأكثر من 40 سنة، فتم الإستغناء عن زلاتان إبراهيموفيتش وأدريانو،  وتم تعزيز الفريق بالعديد من اللاعبين المميزين مثل المهاجم الأرجنتيني دييغو ميليتو ولاعب الوسط تياغو موتا من نادي جنوى،  والمدافع البرازيلي لوسيو من بايرن ميونخ،  وصامويل إيتو من نادي برشلونة. بدأ الإنتر مشوار الثلاثية التاريخية بفوزه بكأس إيطاليا بعدما تغلب على روما في النهائي بهدف لميليتو،  بعد إخراجه لكل من ناديي جوفنتوس وفيورنتينا، محققاً بذلك اللقب السادس للإنتر في بطولات الكأس. ثم توج بلقب الدوري الإيطالي بصعوبة بالغة بعد تجرعه الهزيمة من روما في ملعب الأولمبيكو (2-1) مما فتح الدوري على مصراعيه لنادي روما للحصول عليه بعد سيطرة واضحة للإنتر، ولكن الإنتر استغل خسارة روما في ملعبه أمام سمبدوريا، وعاد إلى الصدارة بفارق نقطتين وبقي الصراع حتى المرحلة الأخيرة والذي ختمها الأنتر بفوز أمام سيينا بهدف لميليتو.

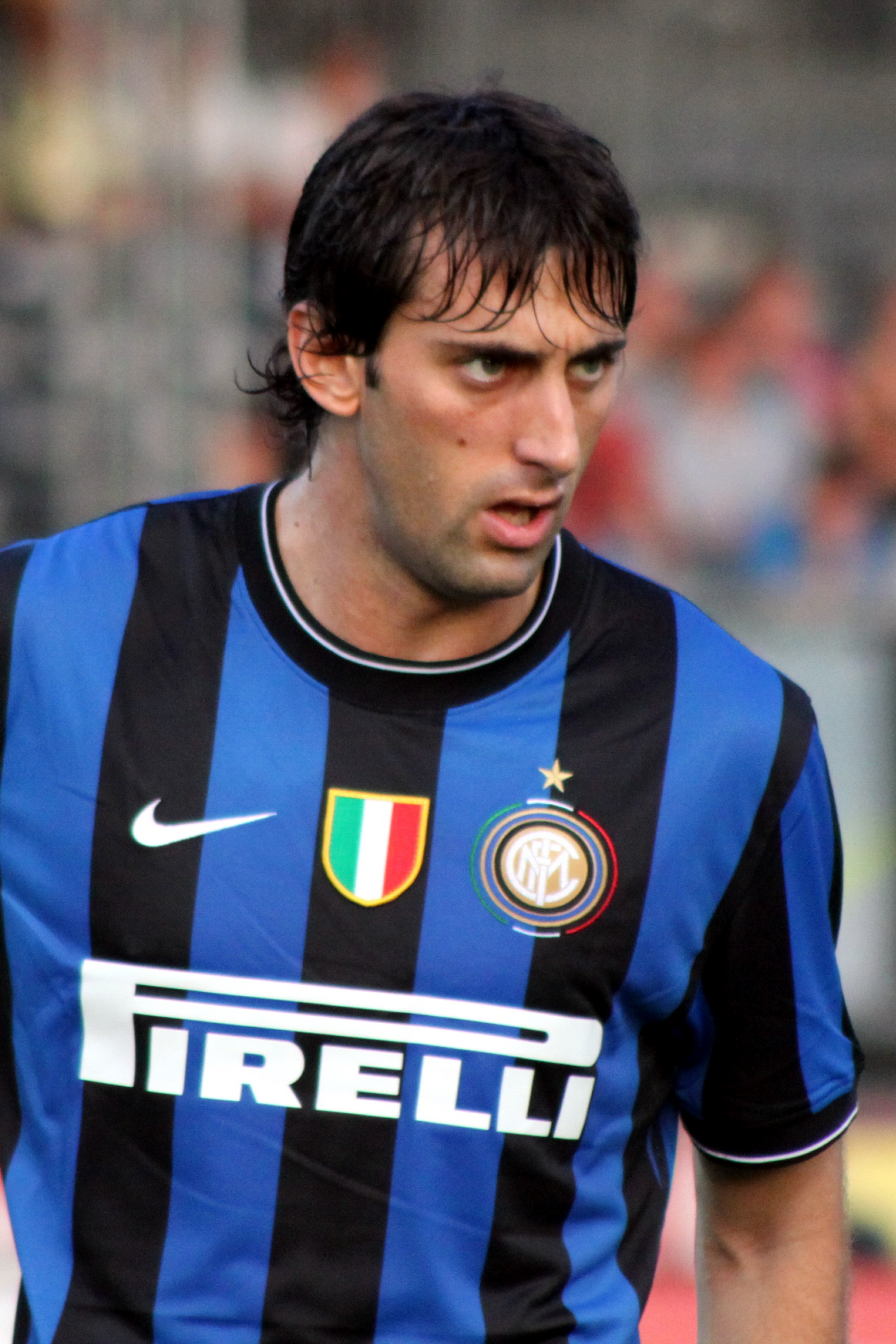
دييغو ميليتو صاحب هدفي الفوز في نهائي دوري أبطال أوروبا 2010.

لم يكن الأنتر في رأي النقاد والمحللين مرشحا للفوز ببطولة دوري أبطال أوروبا، فبدأ مشواره الأوروبي في المجموعة السادسة مع كل من فريقي روبين كازان الروسي ودينامو كييف الأوكراني ونادي برشلونة الإسباني، وكان مشوارا صعبا لأنه أنهى مباراياته الثلاث متعادلا في كل منها،  وخسارته للمباراة الرابعة أمام برشلونة،  ولكنه استطاع العودة والفوز على دينامو كييف بنتيجة (2-1) وروبين كازان بنتيجة (2-0) ليتأهل في المركز الثاني مع برشلونة المتصدر. في الدور 16 أبان الإنتر أنه من الكبار بعد أن فاز على تشيلسي بنجومه الكبار يتقدمهم العاجي دروغبا، ذهابا (2-1)، وإيابا (0-1) ليتأهل للدور الثمانية،  ويلتقي بفريق روسي طامح لأول مرة ألا وهو سيسكا موسكو، ولكن الأنتر فاز في الذهاب بـملعب جوزيبي مياتسا بنتيجة (1-0) وإيابا بنفس النتيجة بهدفي الهولندي ويسلي شنايدر، ليتأهل إلى دور الربع النهائي ليلاقي نادي برشلونة الإسباني.
في الدور الربع النهائي، جميع التوقعات كانت تصب لصالح الفريق الذي حقق السداسية التاريخية، نادي برشلونة، لكن الأنتر فاجأهم بفوز صعب في معقلة الـسان سيرو بـنتيجة (3-1) بتوقيع كل من شنايدر ومايكون وميليتو ، والعودة من معقل الكامب نو بخسارة (0-1) بعد تطبيق المدرب البرتغالي جوزيه مورينهو لخطة الكاتيناشيو،  ويضمن التأهل بنتيجة المبارتين (3-2). التقى إنتر ميلان في نهائي مدريد في معقل المدريدين ملعب سانتياغو برنابيو بفريق بايرن ميونخ الألماني وفاز عليه أداءً ونتيجةً بهدفي دييغو ميليتو في الدقيقة 39 والدقيقة 70، ليعود اللقب للأنتر بعد 45 سنة من المعاناة وبواسطة المدرب البرتغالي القدير جوزيه مورينهو الذي أعاد البسمة لرئيس الإنتر ماسيمو موراتي وجماهير النيراتزوري.

إنتر ميلان حقق كأس دوري أبطال أوروبا بعد غياب أكثر من 40 سنة.

بعد المجد الأوروبي حقق الإنتر كأس السوبر الإيطالي على حساب منافسيه اللدود روما وفاز عليه بـ (3-1) بتوقيع غوران بانديف وثنائية صامويل إيتو. وطمع الإنتر على تحقيق السداسية مثل برشلونة الإسباني،  فواجه في نهائي كأس السوبر الأوروبي نادي أتليتكو مدريد الذي فاز في الدوري الأوروبي 2009-2010، وأقيم اللقاء على ملعب لويس الثاني في موناكو يوم 27 أغسطس2010، وانتهى بخسارة الإنتر بنتيجة (2-0). وفي أواخر عام 2010 تمكن الإنتر من تحقيق كأس العالم للأندية في مدينة أبوظبي الإماراتية بعدما قاد أفضل لاعب في البطولة الأسد الكاميروني صامويل إيتو الفريق للفوز في المباراة النهائية على نادي تي بي مازيمبي الكونغولي بنتيجة (3-0) بأداء أكثر من رائع. وتوج باللقب للمرة الأولى في تاريخ بعدما فاز بنفس النتيجة (3-0) على بطلي آسيا وأفريقيا، 

## الفترة الحالية
في صيف 2010 وبعد رحيل المدرب جوزيه مورينيو لتدريب نادي ريال مدريد الأسباني،  قام الإنتر بالتعاقد مع المدرب الإسباني رافائيل بينيتيز بديلاِ له،  لكن وسبب النتائج السلبية، تم إِنهاء العلاقة بين النادي ورافائيل بينيتيز في 23 ديسمبر 2010، بعد ما ألغى المدرب الإسباني عقده بالتراضي مع الإنتر. في 29 من ديسمبر 2010، وقع مدرب أي سي ميلان السابق ليوناردو أرواخو على عقد مع الأنتر حتى عام 2012. لكنه لم يستمر إلا لموسم واحد حقق خلالة لقب وحيد، وهو لقب كأس إيطاليا.
في مباراة نابولي المتأخرة، كشف نادي إنتر ميلان عن الكؤوس الخمسة بالإضافة حصل رئيس النادي ماسيمو موراتي وقائد الفريق خافيير زانيتي على شارة أبطال كأس العالم للأندية، تكريماً لنجاح الفريق عام 2010. وبدءاً من مباراة التي واجه فيها الإنتر نادي نابولي، سيحمل كل لاعبي النيرازوري شارة أبطال الفيفا على قمصانهم في كل لقاء يخوضونه حتى نهاية بطولة كأس العالم للأندية الفيفا 2011 التي استضافتها اليابان. تعاقب على خلافة ليوناردو أرواخو كل من أندريا ستراماتشوني وكلاوديو رانييري لكنهم لم يحققوا أي شيء يذكر وتم إقالتهم في نهاية الموسم. وفي موسم 2013-14 تم التعاقد مع مدرب نادي نابولي المدرب والتر ماتزاري.
وفي أكتوبر 2013، أعلن الرئيس ماسيمو موراتي عن توصله لاتفاق مع رجل الأعمال الإندونيسي ايريك توهير يقتضي ببيع 70٪ من أسهم النادي بصفقة بلغت 501 مليون يورو. كذلك عُين فاسوني مديراً تنفيذياً في 30 مايو 2012 لنادي إنتر ميلان،  خلفاٍ لسلفه إرنستو باوليلو. بعدها بسنتين فقط، وفي 18 سبتمبر 2015، أصدر نادي إنتر ميلان بياناً رسميا عبر موقعه على شبكة الانترنت، اكد خلاله رحيل المدير العام ماركو فاسوني عقب انهيار العلاقة مع رئيس النادي ايريك توهير.، ليخلفهه بذلك المديو التنفيذي السابق لنادي مانشستر سيتي الإنجليزي مايكل بولينجبروك. وبتاريخ 6 أغسطس 2016، أقدمت شركة سانينغ سبورتس على شراء أغلب أسهم الميلان من ايريك توهير ومن شركة موراتي العائلية مقابل حوالي 270 مليون يورو وفق ما ورد على مدونتهم الرسمية. افتتح الموسم الأول من عهد المالكين الجدد افتتح بأداء ضعيف في المباريات الودية السابقة للمباريات الفعلية. في 8 أغسطس 2016 غادر المدرب روبيرتو مانشيني الفريق وحل مكانه فرانك دي بور. اللي لم يستمر طويلاً ليقدم استقالته هو والمدير التنفيذي الإنجليزي مايكل بولينجبروك. ثم يعين الإيطالي بيولي مدرباً للفريق، ويتم الاستعانة بصفة مؤقتة بنائب رئيس مجموعة سونينج يون ليو ليحل محل المدير التنفسذس المستقيل. ومن ثم مع نهاية موسم 2016-17 أقيل بيولي وتم التعاقد مع المدرب الإيطالي القادم من روما لوسيانو سباليتي.

## اُنظر أيضاً
- إنتر ميلان.
- أكاديمية إنتر كامبوس الخيرية.